# USS Eisner (DE-192)
USS Eisner (DE-192) là một tàu hộ tống khu trục lớp Cannon từng phục vụ cùng Hải quân Hoa Kỳ trong Chiến tranh Thế giới thứ hai. Nó là chiếc tàu chiến thứ ba của Hải quân Hoa Kỳ được đặt cái tên này, theo tên Trung úy Hải quân Jacques Rodney Eisner (1918-1942), người từng phục vụ trên tàu tuần dương hạng nặng San Francisco (CA-38) và đã tử trận trong trận Hải chiến Guadalcanal vào ngày 13 tháng 11, 1942. Nó đã phục vụ cho đến khi chiến tranh kết thúc, xuất biên chế năm 1946, rồi được chuyển cho Hải quân Hoàng gia Hà Lan năm 1951, và tiếp tục phục vụ như là chiếc HNLMS De Zeeuw (F.810) cho đến năm 1967. Con tàu được hoàn trả cho Hoa Kỳ bị tháo dỡ một năm sau đó sau đó. Eisner được tặng thưởng một Ngôi sao Chiến trận do thành tích phục vụ trong Thế Chiến II.

## Thiết kế và chế tạo
Lớp Cannon có thiết kế hầu như tương tự với lớp Buckley dẫn trước; khác biệt chủ yếu là ở hệ thống động lực Kiểu DET (diesel electric tandem). Các động cơ diesel đặt nối tiếp nhau dẫn động máy phát điện để cung cấp điện năng quay trục chân vịt cho con tàu. Động cơ diesel có ưu thế về hiệu suất sử dụng nhiên liệu, giúp cho lớp Cannon cải thiện được tầm xa hoạt động, nhưng đánh đổi lấy tốc độ chậm hơn.
Vũ khí trang bị bao gồm ba pháo 3 in (76 mm)/50 cal trên tháp pháo nòng đơn có thể đối hạm hoặc phòng không, một khẩu đội pháo phòng không Bofors 40 mm nòng đôi và tám pháo phòng không Oerlikon 20 mm. Vũ khí chống ngầm bao gồm một dàn súng cối chống tàu ngầm Hedgehog Mk. 10 (có 24 nòng và mang theo 144 quả đạn); hai đường ray Mk. 9 và tám máy phóng K3 Mk. 6 để thả mìn sâu. Con tàu vẫn giữ lại ba ống phóng ngư lôi Mark 15 21 inch (533 mm). Thủy thủ đoàn đầy đủ bao gồm 15 sĩ quan và 201 thủy thủ.
Cái tên Eisner thoạt tiên được đặt cho chiếc DE-269, một tàu hộ tống khu trục lớp Evarts vào ngày 23 tháng 2, 1943, nhưng nó được chuyển giao cho Anh Quốc như là chiếc HMS Domett (K473). Tên Eisner được đặt lại cho chiếc DE-28, một chiếc khác cùng thuộc lớp Evarts, vào ngày 14 tháng 6, 1943, nhưng nó lại đổi tên thành USS Emery (DE-28) nên cái tên cuối cùng được đặt cho chiếc DE-192 vào ngày 14 tháng 7, 1943.
Eisner (DE-192) được đặt lườn tại xưởng tàu của hãng Federal Shipbuilding and Drydock Company ở Newark, New Jersey vào ngày 23 tháng 9, 1943. Nó được hạ thủy vào ngày 12 tháng 12, 1943, được đỡ đầu bởi bà Lester Eisner, Jr., chị dâu Trung úy Eisner, và nhập biên chế cùng Hải quân Hoa Kỳ vào ngày 1 tháng 1, 1944 dưới quyền chỉ huy của Hạm trưởng, Thiếu tá Hải quân Donald McVickar.

## Lịch sử hoạt động

### USSEisner
Sau khi hoàn tất việc chạy thử máy huấn luyện tại khu vực Bermuda, Eisner được đặt làm soái hạm của Đội hộ tống 55 vào ngày 15 tháng 2, 1944, và thực hiện một chuyến hộ tống vận tải khứ hồi từ Norfolk, Virginia đến Galveston, Texas. Sau đó nó được điều về Lực lượng Đặc nhiệm 63 và đảm nhiệm vai trò hộ tống vận tải vượt Đại Tây Dương, thực hiện một chuyến đi đến Recife, Brazil, hai chuyến sang vùng biển Địa Trung Hải và năm chuyến sang các cảng Anh và Pháp nhằm vận chuyển tiếp liệu cho  lực lượng Đồng Minh tại châu Âu.
Sau khi chiến tranh kết thúc tại châu Âu, Eisner khởi hành từ New York vào ngày 9 tháng 6, 1945 để đi sang khu vực Mặt trận Thái Bình Dương. Nó làm nhiệm vụ hộ tống vận tải tại khu vực Eniwetok và Ulithi, rồi hộ tống cho chiếc tàu vận tải tấn công Achernar (AKA-53) đi đến đảo Wake để tiếp nhận sự đầu hàng của quân Nhật trú đóng trên đảo này. Nó tiếp tục vai trò hộ tống vận tải tại khu vực Eniwetok cho đến khi lên đường quay trở về Hoa Kỳ vào ngày 15 tháng 12.

### HNLMSDe Zeeuw(F810)
Eisner được cho xuất biên chế tại Mayport, Florida vào ngày 5 tháng 7, 1946 và được đưa về Hạm đội Dự bị Đại Tây Dương. Con tàu được chuyển cho Hà Lan vào ngày 1 tháng 3, 1951 trong khuôn khổ Chương trình Viện trợ Quân sự, và tiếp tục phục vụ cùng Hải quân Hoàng gia Hà Lan như là chiếc HNLMS De Zeeuw (F810). Nó được hoàn trả cho Hoa Kỳ vào ngày 15 tháng 12, 1967, và được bán để tháo dỡ vào tháng 2, 1968.

## Phần thưởng
Nguồn: Navsource Naval History
|  |  |  |

| Huân chương Chiến dịch Hoa Kỳ | Huân chương Chiến dịch Châu Âu-Châu Phi-Trung Đông | Huân chương Chiến thắng Thế Chiến II |